# Port lotniczy Bremerhaven
Port lotniczy Bremerhaven (Regional Flughafen Bremerhaven) – port lotniczy położony w mieście Bremerhaven, w kraju związkowym Brema (Niemcy).